# هوچوی پیروالا
هوچوی پیروالا (به اسپانیایی: Huch'uy Pirwalla) یک کوه در پرو است که در منطقه آیاکوچو واقع شده‌است. هوچوی پیروالا ۴٬۶۰۰ متر بالاتر از سطح دریا واقع شده‌است.